# Милнер, Джеймс
Джеймс Фи́лип Ми́лнер (англ. James Philip Milner; род. 4 января 1986, Лидс, Уэст-Йоркшир) — английский футболист, полузащитник клуба «Брайтон энд Хоув Альбион».
Ранее выступал за «Лидс Юнайтед», «Суиндон Таун», «Ньюкасл Юнайтед», «Астон Виллу», «Манчестер Сити», «Ливерпуль» и сборную Англии. В основном он атакующий игрок, но является универсалом и может играть на обоих флангах, в центре полузащиты и в опорной зоне, если это необходимо.
Талант Милнера в футболе, крикете и беге на длинные дистанции был признан ещё в школе. Он представлял свою школу в этих видах спорта и играл в футбол за любительские команды из Родона и Хосворта. Он был поклонником «Лидс Юнайтед» с юных лет и имел сезонный абонемент клуба. В 1996 году он присоединился к академии «Лидс Юнайтед» и проделал весь путь до первой команды.
Милнер дебютировал в первой команде в 2002 году в возрасте 16 лет и получил известность как самый молодой игрок, выигравший матч в Премьер-лиге. Также он провёл рекордное количество матчей за молодёжную сборную Англии. Он дебютировал в главной сборной в августе 2009 года в матче против Нидерландов, а также играл на чемпионате мира 2010 года.

## Биография
Милнер родился в городке Вортли, а вырос в Хосфорте, Йоркшир, где играл в футбол за начальную школу Вестбрук Лейн. Позже он перешёл в школу Хосфорта. Грэм Коулсон, тренер клуба «Родон», признал талант Милнера и убедил его сыграть за свой клуб в нескольких турнирах, в том числе в турнире в Родон Мэдоуз, где Милнер забил четыре победных гола в финале.
Я никогда не забуду его имя. Он выдающийся талант, забивающий много голов, и он очень силён.
Милнера описывают как лучшего студента в школе как по успеваемости, так и по физическому воспитанию. Милнер также проявлял талант в крикете, спринте и марафоне. Выступал за команду Йоркширской школы по крикету, которая была местным чемпионом в течение трёх лет, и был чемпионом района в беге на 100 м в течение двух лет подряд.
Милнер поддерживал «Лидс Юнайтед» с самого раннего возраста. Его самое раннее воспоминание о команде — победа в Молодёжном Кубке Англии в 1993 году. Джеймс и его родители, Питр и Лесли, были владельцами сезонных абонементов, а позже Милнер стал мальчиком, подающим мячи для команды.
Когда Милнеру было 10 лет, он присоединился к Академии «Лидс Юнайтед» после того, как его заметил скаут во время игры Уэстбрук против Хосфорт. В академии, Милнер играл против сверстников из других клубов с севера страны, в том числе против будущей звезды «Манчестер Юнайтед», нападающего Уэйна Руни. Его кумиром в Лидсе того времени был Алан Смит, который был тогда нападающим «павлинов». Милнер считал, что беря пример со Смита и обучаясь у него, он сможет повторить и его путь в плане построения спортивной карьеры. Другими словами, пройдя через все академии, играть за первую команду. Продемонстрировав хороший прогресс в Академии, после окончания школы Милнер был зачислен на должность стажёра. Тем не менее его отец настаивал, что он должен ходить в школу хотя бы раз в неделю, чтобы продолжить своё образование. Он с трудом верил, что будет играть вместе с игроками из первой команды «Лидс Юнайтед», таких как Дэвид Бэтти и Оливье Дакур. Он продолжал совершенствовать своё мастерство в молодёжной команде, и играл за Англию сборную Англии до 15 лет и до 17 лет. Он помог сборной Англии до 17 лет выиграть Национальный турнир летом 2002 года обыграв сборные Италии, Чехии и Бразилии, забив гол в матче с последними.

## Клубная карьера

### «Лидс Юнайтед»
Дебют Милнера за «Лидс Юнайтед» произошёл 10 ноября 2002 года в матче против «Вест Хэм Юнайтед». В той игре он вышел на замену вместо Джейсона Уилкокса за шесть минут до конца матча. Это появление в возрасте 16 лет и 309 дней сделало его вторым самым молодым игроком, когда-либо игравшим в Премьер-лиге. Также он стал самым молодым футболистом в Премьер-лиге, выигравшим матч. Это случилось, когда ему было 16 лет и 356 дней в победном матче против «Сандерленда» (2:1). Позже рекорд Милнера был побит Джеймсом Воном из «Эвертона».
Спустя месяц в матче против «Челси» Милнер забил снова, чем заслужил похвалу от комментаторов. Журналисты были впечатлены его работоспособностью в игре, его желанием и уверенной игрой обеими ногами. Главный тренер «Челси» Клаудио Раньери отметил после игры, что Милнер действовал как очень опытный игрок.
Тем временем «Лидс Юнайтед» был в упадке, команда стала предметом многочисленных негативных историй в средствах массовой информации, и несколько ключевых игроков были проданы. После вылета «Лидс Юнайтед» в Чемпионшип стало понятно, что игрок сменит клуб. В Милнере были заинтересованы «Эвертон», «Астон Вилла» и «Тоттенхэм Хотспур». «Лидс» надеялся удержать своего воспитанника, но финансовые проблемы в итоге заставили руководство продать Милнера в «Ньюкасл Юнайтед» за £ 3 600 000. Хотя Милнер и не хотел покидать «Лидс», он сделал то, что было в «в интересах клуба», и потому в июне 2004 года согласился подписать пятилетний контракт с «сороками».

#### «Суиндон Таун»
В начале сезона 2003/04 Милнер был отправлен на месячную аренду в команду второго дивизиона «Суиндон Таун», где он должен был получить опыт игры в первой команде. Пребывание в аренде Джеймс рассматривал как ценный опыт в качестве футболиста. Он провёл месяц в «Суиндоне», сыграв в шести матчах, и забил два гола против «Питерборо Юнайтед» и «Лутон Таун».

### «Ньюкасл Юнайтед»

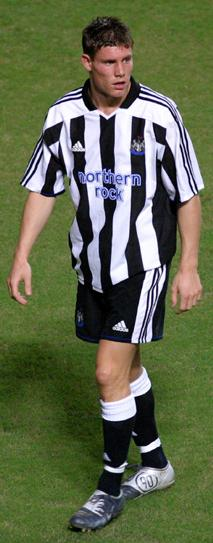
Милнер в игре за «Ньюкасл Юнайтед».

Милнер провёл первый матч за «Ньюкасл Юнайтед» во время предсезонного турне по Азии, забив свой первый гол за клуб в матче с «Китчи» (1:1), в Гонконге.
Первый матч в Премьер-лиге он провёл против «Мидлсбро» 18 августа 2004 года, в котором он играл на непривычной позиции, на правом краю поля в качестве вингера. Когда его спросили об этом после матча, Милнер заявил, что ему не важно на какой позиции играть. Месяц спустя он дебютировал в еврокубках, когда «Ньюкасл Юнайтед» играл в Кубке УЕФА против «Бней Сахнин» из Израиля, после выхода на замену вместо Шола Амеоби.
Однако ситуация изменилась после того, как менеджер «Ньюкасл Юнайтед» сэр Бобби Робсон, которого Милнер считал своим учителем, был уволен и заменён на Грэма Сунесса. При Сунессе, он сыграл в 13 играх лиги, но не сыграл ни одного полного матча до апреля 2005 года.
В начале сезона 2005/06, Милнер забил в победном (3:1) матче против «Дубницы» в Кубке Интертото, а также ассистировал Алану Ширеру. Его хорошая форма в этом турнире проявилась, когда он забил в следующем туре «Депортиво Ла-Корунья». Несмотря на эти голы, его положение в команде ухудшилось после покупки Нолберто Солано из «Астон Виллы», куда Джеймс и последовал в аренду, где воссоединился со своим бывшим тренером из «Лидс Юнайтед», Дэвидом О’Лири.

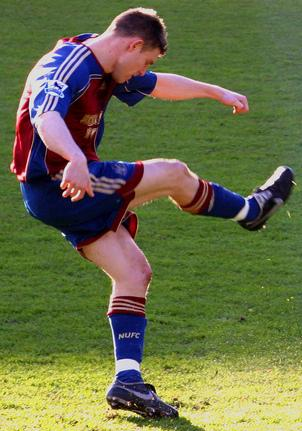
Милнер исполняет свободный удар (сезон 2006/07)

Игроки «Ньюкасл Юнайтед» и менеджер Гленн Редер положительно отреагировали на возвращение Милнера в начале сезона 2006/07. Редер подтвердил, что он будет наигрывать Милнера в «большем количестве игр» за сезон. В итоге, Милнер отыграл большую часть сезона, будучи основным игроком. Ньюкасл неудачно стартовал в Премьер-лиге, но в еврокубках, Милнер сыграл ключевую роль в досрочном выходе из группы Кубка УЕФА. Вскоре поползли слухи, что Милнер будет продан во время трансферного окна в январе, хотя и Милнер и Редер отклонили эти слухи.
1 января 2007 года Милнер забил свой первый гол в сезоне, в результативном матче с «Манчестер Юнайтед» (2:2). Гол был забит «потрясающим» ударом с расстояния 25 ярдов (23 м). Он забил ещё два гола в течение следующих трёх недель, против «Бирмингем Сити», а затем против «Вест Хэм Юнайтед». Оба были забиты с расстояния по меньшей мере 20 ярдов (18 метров) от ворот. Позже в том же сезоне, Редер высоко оценил прогресс Милнера и сказал, что он считает того наиболее подготовленным игроком в клубе. Также в течение сезона, Милнер показал своё умение комфортно играть на различных позициях, забив несколько голов с обеих ног и с обоих флангов.
В результате, Милнер подписал новый контракт с «Ньюкасл Юнайтед» в январе и тем самым обеспечил своё будущее в клубе до 2011 года. Он подписал очередной четырёхлетний контракт в мае 2007 года, когда Сэм Эллардайс занял пост менеджера «Ньюкасл Юнайтед». Эллардайс заявил, что Милнер выкладывается слишком сильно и он обеспокоен, что Джеймс «выгорит умственно и физически». В результате, в первой половине сезона Милнер главным образом выходил на замену.
В конце октября Милнер забил пятисотый домашний гол «Ньюкасл Юнайтед» в Премьер-лиге, в победном матче против «Тоттенхэм Хотспур» (3:1). После отсутствия в девяти последних матчах сезона из-за травмы ноги, ходили слухи, он станет частью сделки между «Ньюкаслом» и «Ливерпулем». Несмотря на начало сезона в «Ньюкасл Юнайтед» и гол в победном матче Кубка Футбольной лиги против «Ковентри Сити», стало известно, что Милнер сделал письменный запрос, с просьбой выставить его на трансфер.

#### «Астон Вилла»
Милнер дебютировал за «Астон Виллу» 12 сентября 2005 года, в матче против «Вест Хэм Юнайтед». Пять дней спустя, он забил свой первый гол за клуб, в матче против «Тоттенхэм Хотспур». В матче Кубка Футбольной лиги меньше, чем через неделю, проигрывая после первого тайма 1:3 «Уиком Уондерерс», Милнер забил два гола и тем самым помог команде выиграть со счётом 8:3.
Милнер рассматривался как один из немногих положительных моментов в сезоне для «Виллы», который в целом бы неутешительным. Менеджер Дэвид О’Лири заявил, что хотел бы заключить постоянный контракт с Джеймсом, но признавал, что такая возможность маловероятна. Он даже отказался от покупки Роберта Хута, что бы иметь средства на приобретения Милнера. Незадолго до окончания срока аренды, начались переговоры между клубами.
Новый менеджер «Ньюкасл Юнайтед» Гленн Редер больше ценил Милнера, нежели Сунесс и выразил желание, чтобы он тот остался игроком «соро́к». По мнению СМИ, «Вилла» предлагала до £ 4 000 000. Переход казалось бы, уже был согласован, но в последний момент «Ньюкасл Юнайтед» отозвал Милнера, и переговоры потерпели неудачу.
Милнер подписал контракт с «Астон Виллой» 29 августа 2008 года, за сумму в двенадцать миллионов фунтов, и подписал четырёхлетний контракт с клубом.

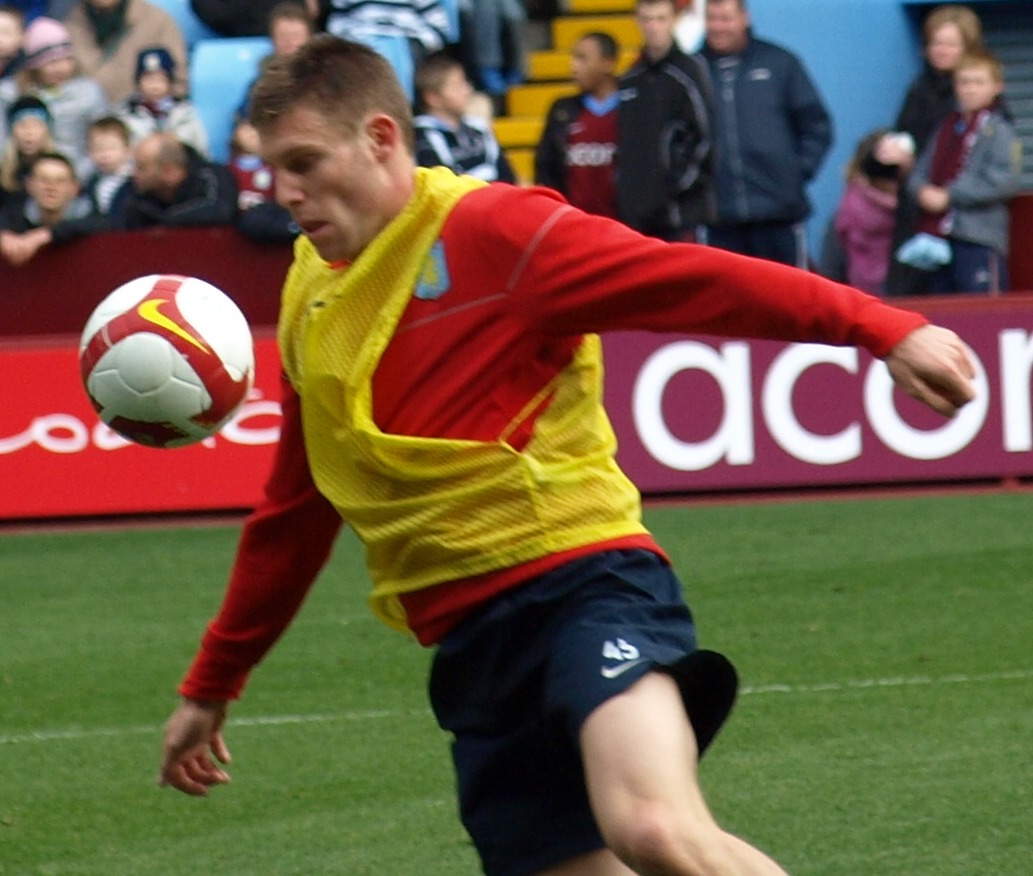
Милнер тренируется на «Вилла Парк»

Милнер дебютировал в «Вилле» 31 августа 2008 года, выйдя на замену в матче против «Ливерпуля». Первый гол в Премьер-лиге за «Астон Виллу» случился 17 января 2009 года в матче против «Сандерленда» на «Стэдиум оф Лайт».
7 февраля 2009 года, впечатлив своей игрой за клуб главного тренера сборной Фабио Капелло, Милнер был впервые вызван в сборную Англии. Милнер продолжал впечатлять и забил свой второй гол за сезон в игре против «Блэкберн Роверс». Он заявил, что пережив тринадцать тренеров в свои 23 года, он считает время проведённое на «Вилла Парк» «наиболее стабильным» периодом в его карьере.
9 мая 2010 года «Манчестер Сити» сделал 20 миллионное предложение за трансфер Джеймса Милнера, которое было отклонено. 22 июля 2010 года менеджер «Астон Виллы», Мартин О’Нил заявил, что Милнер проявил желание покинуть команду ради «Сити», но продан он будет по цене «Виллы». Несмотря на почти уже завершившийся переход в «Манчестер Сити», 14 августа Милнер принял участие в первой игре «Астон Виллы» в сезоне против «Вест Хэм Юнайтед», забив третий гол команды. После матча трибуны провожали его овацией.

### «Манчестер Сити»

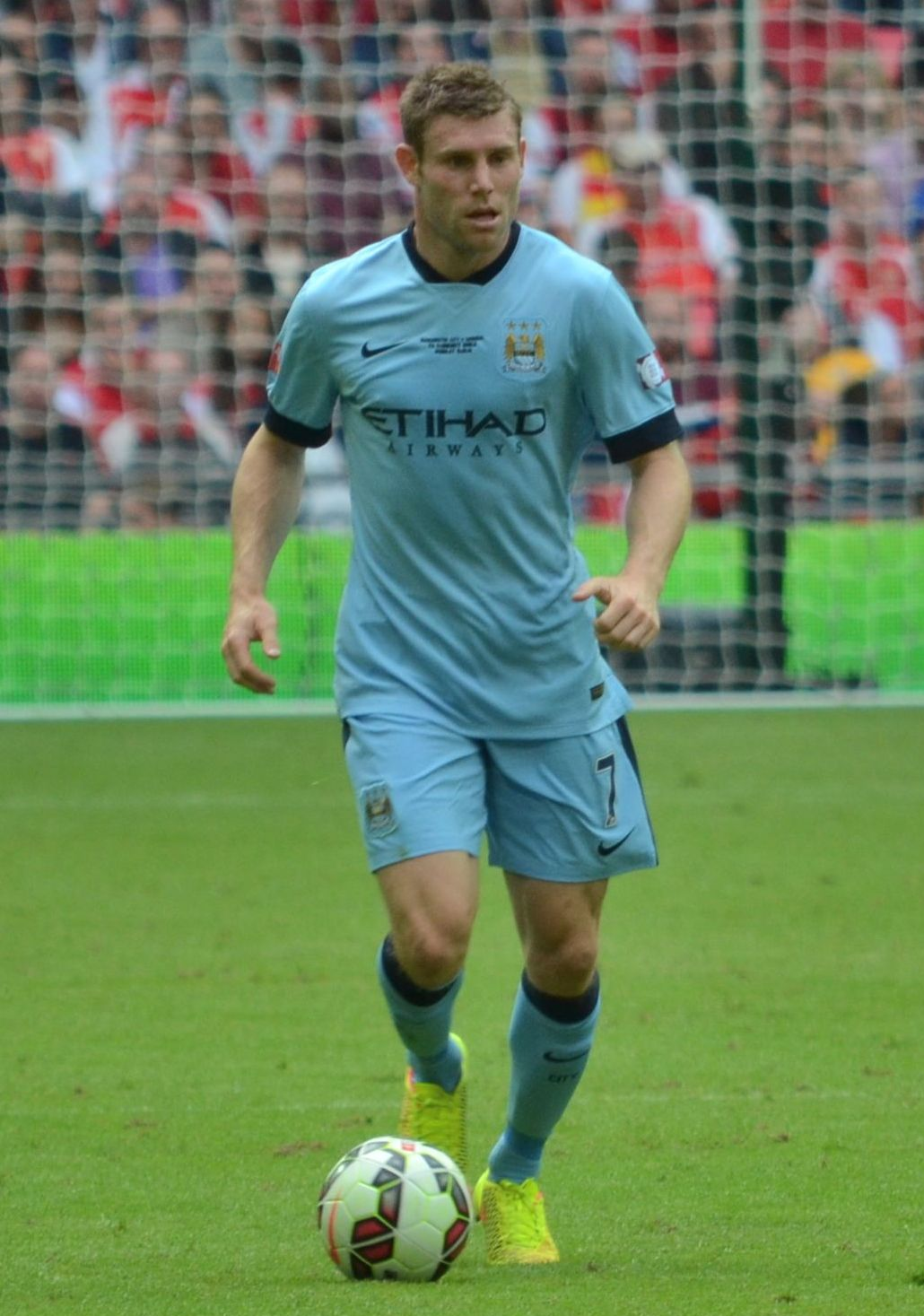
В матче против «Арсенала» в рамках Кубка Англии в 2014 году

17 августа 2010 года сообщалось, что «Астон Вилла» согласилась с условиями «Манчестер Сити», а Милнер отправился на медицинское обследование. Сделка, как сообщалось, была оценена в районе £ 24 млн, а также Стивена Айрленда как часть суммы (£ 8 млн). Милнер дебютировал за «Сити» 23 августа 2010 года с победы 3:0 над «Ливерпулем», где он создал первый гол, для бывшего одноклубника по «Вилле», Гарета Барри.
Милнер забил свой первый гол за «Манчестер Сити», в третьем раунде Кубка Англии, в игре против «Лестер Сити», которая закончилась ничьей 2:2. Милнер забил свой первый гол в Премьер-лиге за «Манчестер Сити», матче с «Эвертоном» 24 сентября.
14 мая 2011 года на стадионе «Уэмбли» «Сити» победил «Сток Сити» и завоевал Кубок Англии, Милнер остался в запасе.
10 декабря 2013 года в матче 6 тура группового этапа Лиги чемпионов забил победный гол в ворота мюнхенской «Баварии». Матч завершился со счётом 3:2 в пользу английского клуба.

### «Ливерпуль»
4 июня 2015 года Милнер перешёл в «Ливерпуль» на правах свободного агента. 7 августа 2015 года был назначен вице-капитаном «Ливерпуля» в сезоне 2015/16.
В декабре 2018 года Милнер стал 13 футболистом, сыгравшим 500 матчей в Английской Премьер лиге.
1 июня 2019 года, вышел на замену, на 62 минуте, в финальном матче Лиги чемпионов УЕФА: 2018/19 и помог своей команде выиграть трофей.

### «Брайтон энд Хоув»
30 июня 2023 года Джеймс Милнер стал игроком «Брайтона» после истечения срока контракта с «Ливерпулем».

## Международная карьера

### Молодёжная сборная
После выступления за сборную Англии до 16 лет и до 17 лет, Милнер был вызван в сборную до 20 лет принял участие в молодёжном чемпионате мира 2003. Вскоре после этого, Питер Тейлор тренер сборной Англии до 21 года вызвал его в команду, и Милнер дебютировал в матче против сборной Швеции 30 марта 2004 года.
Милнер забил свой первый гол за молодёжную сборную во время сезона 2004/05, в квалификационной игре к Чемпионату Европы 2007, против сборной Уэльса. Во время игры, в которой Джеймс действовал в центре полузащиты, он отдал голевой пас на Даррена Бента и «Молодые львы» выиграли со счётом 2:0. Несмотря на внутренние проблемы клуба, он продолжал добиваться успехов на международной арене, забив победный гол за «молодёжку» в матче со сборной Швейцарии. Эта победа обеспечила Англии место в плей-офф чемпионата Европы 2007.
В июне Милнер в составе сборной участвовал в финальной части чемпионата Европы 2007. Он сыграл во всех четырёх матчах и получил вторую жёлтую карточку в полуфинальном матче против сборной Нидерландов, что означало автоматический пропуск финальной игры. Исход матча решила серия пенальти, в которой Милнер забил дважды, но Англия в итоге проиграла 12:13. Успехи Милнера на турнире привели к слухам о его полноценном дебюте в основной сборной Англии, в товарищеском матче против сборной Германии, но он не был включён в заявку на матч. Через месяц Милнер поставил рекорд в молодёжной сборной, сыграв 30 матчей за команду, в победном матче с Черногорией.
Милнер продолжал регулярно играть в сборной и был единственным игроком вместе с Джо Хартом и капитаном Стивеном Тейлором, кто провёл все отборочные матчи к чемпионату Европы 2009. Летом 2009 год он был в числе 23-х человек в финальной части чемпионата Европы в Швеции. В полуфинале Англия столкнулась с хозяевами, сборной Швеции. Основное время завершилось 3:3, и всё должно было решиться в серии пенальти. Милнер был единственным игроком сборной, который промахнулся после того, как поскользнулся при ударе по мячу. Англия победила 5:4 по пенальти и впервые за 25 лет вышла в финал. Англия проиграла в финале сборной Германии 0:4, и Милнер сказал после матча, что команде «больно» и что этот долгий путь завершился «не очень хорошо». Это была его последняя игра за молодёжную сборную Англии.

### Основная сборная
В августе 2009 года Милнер дебютировал в основной сборной Англии, когда вышел на замену в товарищеском матче против сборной Нидерландов, за 23 минуты до конца матча. Опередив защитника Джона Хейтингу, Милнер сделал прострел в штрафную площадь, откуда Джермейн Дефо забил гол и сделал счёт 2:2. Он сыграл в два раза больше в следующем месяце, в матче против Словении и четыре дня спустя дебютировал в квалификационном матче против Хорватии, где он сыграл заключительные девять минут. Англия выиграла последний матч 5:1 и квалифицировалась на чемпионат мира 2010.
2 июня 2010 года Милнер был назван в числе 23 футболистов, отправившихся на чемпионат мира в Южной Африке. Он был выбран в стартовый состав на первый матч Англии на турнире против сборной США, однако был заменён через 30 минут. В третьем матче сборной Англии против Словении, единственный гол с передачи Милнера забил Джермейн Дефо.
17 ноября 2010 года Милнер впервые надел капитанскую повязку сборной Англии, на последние 10 минут матча против Франции, когда Рио Фердинанд и Стивен Джеррард были заменены.

## Стиль игры
Всю свою жизнь я хотел делать то, что я делаю сейчас. Теперь я здесь, и наслаждаюсь каждой минутой. Вы должны чем-то пожертвовать, но я готов к этому.
Милнер оценивается как цепкий футболист. В результате его основная роль в команде — полузащитник, действующий по всей ширине поля, который создаёт моменты для реализации, а также в состоянии обыграть соперника один в один. Он мог бы считаться традиционным английским вингером. Хотя Милнер не забивает много мячей, он часто выступает в роли ассистента. Нолберто Солано, бывший товарищ по команде, однажды сказал, что у Милнера есть все задатки, чтобы «стать важным командным игроком». После перехода в «Ньюкасл Юнайтед» он начал играть ещё и на позиции вингера. Считается, что Милнеру одинаково «комфортно на любом фланге». Он часто используется в качестве центрального полузащитника и в качестве правого защитника, как правило, в экстренных случаях. Сезон 2016/17 в «Ливерпуле» провёл на позиции левого защитника.
Милнер может бить и отдавать передачи на большие расстояния. Поэтому он часто исполняет угловые и штрафные удары. Хотя некоторые комментаторы и критиковали его «прострельные» передачи, некоторые журналисты уверены, что Милнер делает точные «прострелы».
В своё время на официальном сайте «Ньюкасла» Милнер был описан, как футболист «хорошо читающий игру». Одно из качеств, за которое комментаторы высоко ценят Милнера — это хорошее чувство партнёров. Это чувство позволяет ему удачно открываться под передачи и брать на себя защитников. За свою карьеру Милнер был дисквалифицирован 15 раз, но ни разу не был удалён с поля.

## Статистика выступлений

### Клубная статистика
| Выступление      | Выступление      | Выступление      | Лига | Лига | Кубок страны | Кубок страны | Кубок лиги | Кубок лиги | Еврокубки | Еврокубки | Итого | Итого |
| Клуб             | Лига             | Сезон            | Игры | Голы | Игры         | Голы         | Игры       | Голы       | Игры      | Голы      | Игры  | Голы  |
| ---------------- | ---------------- | ---------------- | ---- | ---- | ------------ | ------------ | ---------- | ---------- | --------- | --------- | ----- | ----- |
| Лидс Юнайтед     | Премьер-лига     | 2002/03          | 18   | 2    | 4            | 0            | 0          | 0          | 0         | 0         | 22    | 2     |
| Лидс Юнайтед     | Премьер-лига     | 2003/04          | 30   | 3    | 1            | 0            | 1          | 0          | 0         | 0         | 32    | 3     |
| Лидс Юнайтед     | Итого            | Итого            | 48   | 5    | 5            | 0            | 1          | 0          | 0         | 0         | 54    | 5     |
| Суиндон Таун     | Второй дивизион  | 2003/04          | 6    | 2    | 0            | 0            | 0          | 0          | 0         | 0         | 6     | 2     |
| Суиндон Таун     | Итого            | Итого            | 6    | 2    | 0            | 0            | 0          | 0          | 0         | 0         | 6     | 2     |
| Ньюкасл Юнайтед  | Премьер-лига     | 2004/05          | 25   | 1    | 4            | 0            | 1          | 0          | 14        | 1         | 44    | 2     |
| Ньюкасл Юнайтед  | Премьер-лига     | 2005/06          | 3    | 0    | 0            | 0            | 0          | 0          | 4         | 2         | 7     | 2     |
| Астон Вилла      | Премьер-лига     | 2005/06          | 27   | 1    | 3            | 0            | 3          | 2          | 0         | 0         | 33    | 3     |
| Ньюкасл Юнайтед  | Премьер-лига     | 2006/07          | 35   | 3    | 2            | 1            | 3          | 0          | 13        | 0         | 53    | 4     |
| Ньюкасл Юнайтед  | Премьер-лига     | 2007/08          | 29   | 2    | 2            | 1            | 1          | 0          | 0         | 0         | 32    | 3     |
| Ньюкасл Юнайтед  | Премьер-лига     | 2008/09          | 2    | 0    | 0            | 0            | 1          | 1          | 0         | 0         | 3     | 1     |
| Ньюкасл Юнайтед  | Итого            | Итого            | 94   | 6    | 8            | 2            | 9          | 3          | 31        | 3         | 142   | 14    |
| Астон Вилла      | Премьер-лига     | 2008/09          | 36   | 3    | 3            | 3            | 0          | 0          | 4         | 0         | 43    | 6     |
| Астон Вилла      | Премьер-лига     | 2009/10          | 36   | 7    | 5            | 0            | 6          | 4          | 2         | 1         | 49    | 12    |
| Астон Вилла      | Премьер-лига     | 2010/11          | 1    | 1    | 0            | 0            | 0          | 0          | 0         | 0         | 1     | 1     |
| Астон Вилла      | Итого            | Итого            | 100  | 12   | 11           | 3            | 9          | 4          | 6         | 1         | 126   | 20    |
| Манчестер Сити   | Премьер-лига     | 2010/11          | 32   | 0    | 3            | 1            | 1          | 0          | 5         | 0         | 41    | 1     |
| Манчестер Сити   | Премьер-лига     | 2011/12          | 26   | 3    | 1            | 0            | 3          | 0          | 6         | 0         | 36    | 3     |
| Манчестер Сити   | Премьер-лига     | 2012/13          | 26   | 4    | 6            | 0            | 1          | 0          | 2         | 0         | 35    | 4     |
| Манчестер Сити   | Премьер-лига     | 2013/14          | 31   | 1    | 4            | 0            | 3          | 0          | 6         | 1         | 44    | 2     |
| Манчестер Сити   | Премьер-лига     | 2014/15          | 32   | 5    | 2            | 2            | 2          | 0          | 8         | 1         | 44    | 8     |
| Манчестер Сити   | Итого            | Итого            | 147  | 13   | 16           | 3            | 10         | 0          | 27        | 2         | 200   | 18    |
| Ливерпуль        | Премьер-лига     | 2015/16          | 28   | 5    | 1            | 0            | 4          | 0          | 12        | 2         | 45    | 7     |
| Ливерпуль        | Премьер-лига     | 2016/17          | 36   | 7    | 0            | 0            | 4          | 0          | 0         | 0         | 40    | 7     |
| Ливерпуль        | Премьер-лига     | 2017/18          | 32   | 0    | 2            | 1            | 0          | 0          | 13        | 0         | 47    | 1     |
| Ливерпуль        | Премьер-лига     | 2018/19          | 31   | 5    | 1            | 0            | 1          | 0          | 12        | 2         | 45    | 7     |
| Ливерпуль        | Премьер-лига     | 2019/20          | 22   | 2    | 2            | 0            | 2          | 2          | 8         | 0         | 34    | 4     |
| Ливерпуль        | Премьер-лига     | 2020/21          | 26   | 0    | 2            | 0            | 1          | 0          | 6         | 0         | 35    | 0     |
| Ливерпуль        | Премьер-лига     | 2021/22          | 24   | 0    | 3            | 0            | 4          | 0          | 8         | 0         | 39    | 0     |
| Ливерпуль        | Премьер-лига     | 2022/23          | 31   | 0    | 2            | 0            | 1          | 0          | 8         | 0         | 42    | 0     |
| Ливерпуль        | Итого            | Итого            | 230  | 19   | 13           | 1            | 17         | 2          | 67        | 4         | 327   | 26    |
| Всего за карьеру | Всего за карьеру | Всего за карьеру | 625  | 57   | 53           | 9            | 46         | 9          | 131       | 10        | 855   | 85    |

5 матчей в Суперкубке Англии в этой таблице не учтены (3 за «Манчестер Сити» и 2 за «Ливерпуль»).

1 матч в Суперкубке УЕФА в этой таблице не учтён (за «Ливерпуль»).

2 матча на Клубном чемпионате мира в этой таблице не учтены (за «Ливерпуль»).

### Международная статистика
| Сборная          | Сезон            | Товарищеские | Товарищеские | Турниры | Турниры | Всего | Всего |
| Сборная          | Сезон            | Игры         | Голы         | Игры    | Голы    | Игры  | Голы  |
| ---------------- | ---------------- | ------------ | ------------ | ------- | ------- | ----- | ----- |
| Англия           | 2009             | 3            | 0            | 3       | 0       | 6     | 0     |
| Англия           | 2010             | 4            | 0            | 5       | 0       | 9     | 0     |
| Англия           | 2011             | 4            | 0            | 4       | 0       | 8     | 0     |
| Англия           | 2012             | 4            | 0            | 7       | 1       | 11    | 1     |
| Англия           | 2013             | 5            | 0            | 5       | 0       | 10    | 0     |
| Англия           | 2014             | 5            | 0            | 4       | 0       | 9     | 0     |
| Англия           | 2015             | 1            | 0            | 3       | 0       | 4     | 0     |
| Англия           | 2016             | 0            | 0            | 1       | 0       | 1     | 0     |
| Всего за карьеру | Всего за карьеру | 26           | 0            | 32      | 1       | 58    | 1     |

### Матчи и голы за сборную
| Матчи и голы Джеймса Милнера за сборную Англии | Матчи и голы Джеймса Милнера за сборную Англии | Матчи и голы Джеймса Милнера за сборную Англии | Матчи и голы Джеймса Милнера за сборную Англии | Матчи и голы Джеймса Милнера за сборную Англии | Матчи и голы Джеймса Милнера за сборную Англии |
| №                                              | Дата                                           | Оппонент                                       | Счёт                                           | Голы Милнера                                   | Соревнование                                   |
| ---------------------------------------------- | ---------------------------------------------- | ---------------------------------------------- | ---------------------------------------------- | ---------------------------------------------- | ---------------------------------------------- |
| 1                                              | 12 августа 2009                                | Нидерланды                                     | 2:2                                            | —                                              | Товарищеский матч                              |
| 2                                              | 5 сентября 2009                                | Словения                                       | 2:1                                            | —                                              | Товарищеский матч                              |
| 3                                              | 9 сентября 2009                                | Хорватия                                       | 5:1                                            | —                                              | Отборочные матчи ЧМ-2010                       |
| 4                                              | 10 октября 2009                                | Украина                                        | 0:1                                            | —                                              | Отборочные матчи ЧМ-2010                       |
| 5                                              | 14 октября 2009                                | Беларусь                                       | 3:0                                            | —                                              | Отборочные матчи ЧМ-2010                       |
| 6                                              | 14 ноября 2009                                 | Бразилия                                       | 0:1                                            | —                                              | Товарищеский матч                              |
| 7                                              | 3 марта 2010                                   | Египет                                         | 3:1                                            | —                                              | Товарищеский матч                              |
| 8                                              | 24 мая 2010                                    | Мексика                                        | 3:1                                            | —                                              | Товарищеский матч                              |
| 9                                              | 12 июня 2010                                   | США                                            | 1:1                                            | —                                              | Финальные матчи ЧМ-2010                        |
| 10                                             | 23 июня 2010                                   | Словения                                       | 1:0                                            | —                                              | Финальные матчи ЧМ-2010                        |
| 11                                             | 27 июня 2010                                   | Германия                                       | 1:4                                            | —                                              | Финальные матчи ЧМ-2010                        |
| 12                                             | 11 августа 2010                                | Венгрия                                        | 2:1                                            | —                                              | Товарищеский матч                              |
| 13                                             | 3 сентября 2010                                | Болгария                                       | 4:0                                            | —                                              | Отборочные матчи ЧЕ-2012                       |
| 14                                             | 7 сентября 2010                                | Швейцария                                      | 3:1                                            | —                                              | Отборочные матчи ЧЕ-2012                       |
| 15                                             | 17 ноября 2010                                 | Франция                                        | 1:2                                            | —                                              | Товарищеский матч                              |
| 16                                             | 9 февраля 2011                                 | Дания                                          | 2:1                                            | —                                              | Товарищеский матч                              |
| 17                                             | 26 марта 2011                                  | Уэльс                                          | 2:0                                            | —                                              | Отборочные матчи ЧЕ-2012                       |
| 18                                             | 29 марта 2011                                  | Гана                                           | 1:1                                            | —                                              | Товарищеский матч                              |
| 19                                             | 4 июня 2011                                    | Швейцария                                      | 2:2                                            | —                                              | Отборочные матчи ЧЕ-2012                       |
| 20                                             | 2 сентября 2011                                | Болгария                                       | 3:0                                            | —                                              | Отборочные матчи ЧЕ-2012                       |
| 21                                             | 6 сентября 2011                                | Уэльс                                          | 1:0                                            | —                                              | Отборочные матчи ЧЕ-2012                       |
| 22                                             | 12 ноября 2011                                 | Испания                                        | 1:0                                            | —                                              | Товарищеский матч                              |
| 23                                             | 15 ноября 2011                                 | Швеция                                         | 1:0                                            | —                                              | Товарищеский матч                              |
| 24                                             | 29 февраля 2012                                | Нидерланды                                     | 2:3                                            | —                                              | Товарищеский матч                              |
| 25                                             | 25 мая 2012                                    | Норвегия                                       | 1:0                                            | —                                              | Товарищеский матч                              |
| 26                                             | 2 июня 2012                                    | Бельгия                                        | 1:0                                            | —                                              | Товарищеский матч                              |
| 27                                             | 11 июня 2012                                   | Франция                                        | 1:1                                            | —                                              | Финальные матчи ЧЕ-2012                        |
| 28                                             | 15 июня 2012                                   | Швеция                                         | 3:2                                            | —                                              | Финальные матчи ЧЕ-2012                        |
| 29                                             | 19 июня 2012                                   | Украина                                        | 1:0                                            | —                                              | Финальные матчи ЧЕ-2012                        |
| 30                                             | 24 июня 2012                                   | Италия                                         | 0:0                                            | —                                              | Финальные матчи ЧЕ-2012                        |
| 31                                             | 15 августа 2012                                | Италия                                         | 2:1                                            | —                                              | Товарищеский матч                              |
| 32                                             | 7 сентября 2012                                | Молдова                                        | 5:0                                            | 1                                              | Отборочные матчи ЧМ-2014                       |
| 33                                             | 11 сентября 2012                               | Украина                                        | 1:1                                            | —                                              | Отборочные матчи ЧМ-2014                       |
| 34                                             | 18 октября 2012                                | Польша                                         | 1:1                                            | —                                              | Отборочные матчи ЧМ-2014                       |
| 35                                             | 6 февраля 2013                                 | Бразилия                                       | 2:1                                            | —                                              | Товарищеский матч                              |
| 36                                             | 26 марта 2013                                  | Черногория                                     | 1:1                                            | —                                              | Отборочные матчи ЧМ-2014                       |
| 37                                             | 29 мая 2013                                    | Ирландия                                       | 1:1                                            | —                                              | Товарищеский матч                              |
| 38                                             | 2 июня 2013                                    | Бразилия                                       | 2:2                                            | —                                              | Товарищеский матч                              |
| 39                                             | 14 августа 2013                                | Шотландия                                      | 3:2                                            | —                                              | Товарищеский матч                              |
| 40                                             | 6 сентября 2013                                | Молдова                                        | 4:0                                            | —                                              | Отборочные матчи ЧМ-2014                       |
| 41                                             | 10 сентября 2013                               | Украина                                        | 0:0                                            | —                                              | Отборочные матчи ЧМ-2014                       |
| 42                                             | 11 октября 2013                                | Черногория                                     | 4:1                                            | —                                              | Отборочные матчи ЧМ-2014                       |
| 43                                             | 15 октября 2013                                | Польша                                         | 2:0                                            | —                                              | Отборочные матчи ЧМ-2014                       |
| 44                                             | 15 ноября 2013                                 | Чили                                           | 0:2                                            | —                                              | Товарищеский матч                              |
| 45                                             | 5 марта 2014                                   | Дания                                          | 1:0                                            | —                                              | Товарищеский матч                              |
| 46                                             | 30 мая 2014                                    | Перу                                           | 3:0                                            | —                                              | Товарищеский матч                              |
| 47                                             | 4 июня 2014                                    | Эквадор                                        | 2:2                                            | —                                              | Товарищеский матч                              |
| 48                                             | 44 июня 2014                                   | Коста-Рика                                     | 0:0                                            | —                                              | Финальные матчи ЧМ-2014                        |
| 49                                             | 3 сентября 2014                                | Норвегия                                       | 1:0                                            | —                                              | Товарищеский матч                              |
| 50                                             | 8 сентября 2014                                | Швейцария                                      | 2:0                                            | —                                              | Отборочные матчи ЧЕ-2016                       |
| 51                                             | 9 октября 2014                                 | Сан-Марино                                     | 5:0                                            | —                                              | Отборочные матчи ЧЕ-2016                       |
| 52                                             | 15 ноября 2014                                 | Словения                                       | 3:1                                            | —                                              | Отборочные матчи ЧЕ-2016                       |
| 53                                             | 18 ноября 2014                                 | Шотландия                                      | 3:1                                            | —                                              | Товарищеский матч                              |
| 54                                             | 7 июня 2015                                    | Ирландия                                       | 0:0                                            | —                                              | Товарищеский матч                              |
| 55                                             | 5 сентября 2015                                | Сан-Марино                                     | 6:0                                            | —                                              | Отборочные матчи ЧЕ-2016                       |
| 56                                             | 8 сентября 2015                                | Швейцария                                      | 2:0                                            | —                                              | Отборочные матчи ЧЕ-2016                       |
| 57                                             | 9 октября 2015                                 | Эстония                                        | 2:0                                            | —                                              | Отборочные матчи ЧЕ-2016                       |
| 58                                             | 29 марта 2016                                  | Нидерланды                                     | 1:2                                            | —                                              | Товарищеский матч                              |
| 59                                             | 27 мая 2016                                    | Австралия                                      | 2:1                                            | —                                              | Товарищеский матч                              |
| 60                                             | 2 июня 2016                                    | Португалия                                     | 1:0                                            | —                                              | Товарищеский матч                              |
| 61                                             | 11 июня 2016                                   | Россия                                         | 1:1                                            | —                                              | Финальные матчи ЧЕ-2016                        |

Итого: 61 матчей / 1 гол; 38 побед, 16 ничьих, 7 поражений.

## Достижения

### Командные
«Ньюкасл Юнайтед»
- Обладатель Кубка Интертото: 2006

«Манчестер Сити»
- Чемпион Англии (2): 2011/12, 2013/14
- Обладатель Кубка Англии: 2010/11
- Обладатель Кубка Футбольной лиги: 2013/14
- Обладатель Суперкубка Англии: 2012

«Ливерпуль»
- Чемпион Англии: 2019/20
- Обладатель Кубка Англии: 2021/22
- Обладатель Суперкубка Англии: 2022
- Победитель Лиги чемпионов УЕФА: 2018/19
- Обладатель Суперкубка УЕФА: 2019
- Обладатель Кубка Футбольной лиги: 2021/22
- Победитель Клубного чемпионата мира по футболу: 2019

Сборная Англии
- Финалист Чемпионата Европы по футболу среди молодёжных команд: 2009

### Личные
- Молодой игрок года по версии ПФА: 2010[73]
- Команда года по версии ПФА: 2010[74]